# Symphurus maldivensis
Symphurus maldivensis är en fiskart som beskrevs av Chabanaud, 1955. Symphurus maldivensis ingår i släktet Symphurus och familjen Cynoglossidae. Inga underarter finns listade i Catalogue of Life.